# 1 Juan 1

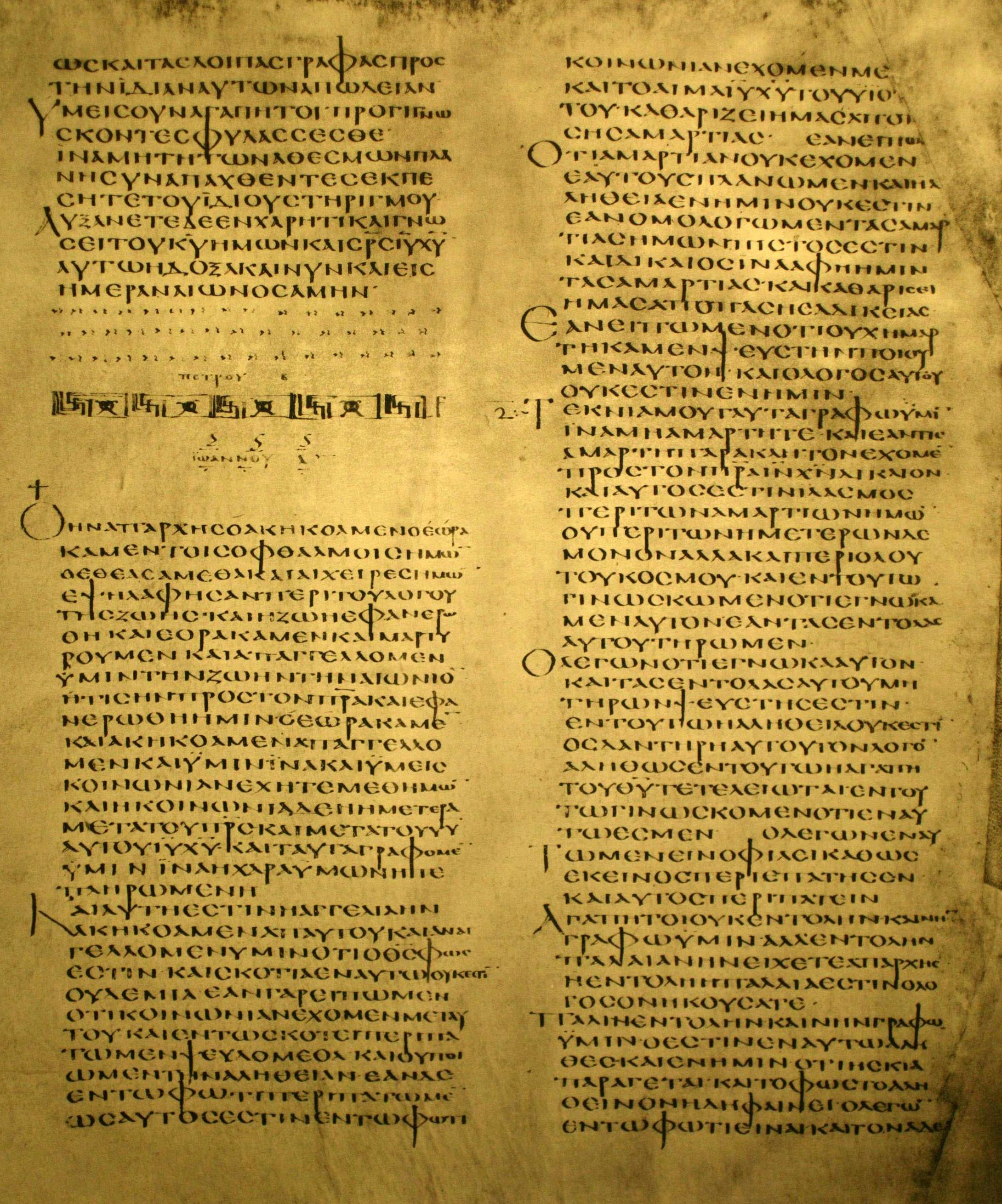
El final de la Segunda epístola de Pedro (capítulo 3:16-18) y el comienzo de la Primera epístola de Juan (capítulo 1:1-2:9) en la misma columna, en el Codex Alexandrinus que se cree fue realizado entre 400-440 CE.

1 Juan 1 es el primer capítulo de la Primera epístola de Juan del Nuevo Testamento de la Biblia Cristiana compuesta por Juan, uno de los primeros Doce Apóstoles de Jesús.

## Texto
- La carta original fue escrita en griego koiné.
- Algunos de los manuscritos griegos más antiguos que contienen copias de este capítulo incluyen
  - Codex Vaticanus (~325-350 M)
  - Codex Sinaiticus (~330-360 M)
  - Codex Alexandrinus (~400-440 M)
  - Codex Ephraemi Rescriptus (~450 d. C.; se conservan: versículos 3-10)
  - Papiro 74 (siglo VII; conservado: versículos 1,6)
- Este capítulo está dividido en 10 versículos.
- Da testimonio de la Palabra de vida que es Cristo.

## Estructura
División en capítulos (con referencias cruzadas a otras partes de la Biblia):
- 1 Juan 1:1-4 = El testimonio del apóstol de la Palabra de vida (Juan 1:1-2)
- 1  Juan 1:5-10 = Dios es luz

## Contenido
- Prólogo. Versículos 1-4
- Dios es la luz. Versículos 5
- Caminar en la luz y rechazar el pecado. Versículos 6-10

### Prólogo. Versículos 1-4
1-Lo que existía desde el principio, lo que hemos oído, lo que hemos visto con nuestros ojos, lo que hemos contemplado y han palpado nuestras manos a propósito del Verbo de la vida 
2—pues la vida se ha manifestado: nosotros la hemos visto y damos testimonio y os anunciamos la vida eterna, que estaba junto al Padre y que se nos ha manifestado—, 
3-lo que hemos visto y oído, os lo anunciamos para que también vosotros estéis en comunión con nosotros. Y nuestra comunión es con el Padre y con su Hijo Jesucristo. 
4-Os escribimos esto para que nuestra alegría sea completa.

#### Comentarios a los versículos 1-4
Esta carta, aunque carece de saludo y despedida, expresa una profunda intimidad entre el autor y sus destinatarios. Su tema principal es la comunión con Dios, con Cristo y entre los hermanos. San Juan desarrolla esta comunión reflexionando sobre diversos temas interconectados, presentados como círculos concéntricos que se profundizan progresivamente. Estos temas funcionan como elementos esenciales de una catequesis bautismal que permite discernir entre una comunión auténtica y una falsa. La comunión con Dios se fundamenta en caminar en la luz, vivir con sinceridad, guardar los mandamientos y permanecer en la verdad de Cristo. Además, esta comunión, que implica una filiación divina, requiere romper con el pecado y practicar el mandamiento del amor fraterno mediante obras concretas. También incluye la confesión de la verdad sobre Cristo, el amor como expresión del amor divino y la fe en la acción salvadora de Dios al darnos a su Hijo.
La carta concluye con un énfasis en el poder de la oración y la certeza que brinda la fe. Su prólogo presenta la idea principal del escrito, mostrando similitudes con el prólogo del Evangelio de Juan, al afirmar que Jesús es el Verbo de vida revelado a los hombres. El Catecismo de la Iglesia Católica, al comentar este pasaje, subraya esta dimensión cristológica central.

La transmisión de la fe cristiana es ante todo el anuncio de Jesucristo para llevar a la fe en Él. Desde el principio, los primeros discípulos ardieron en deseos de anunciar a Cristo: “No podemos nosotros dejar de hablar de lo que hemos visto y oído” (Hch 4,20). Y ellos mismos invitan a los hombres de todos los tiempos a entrar en la alegría de su comunión con Cristo.

La finalidad del testimonio del autor sagrado acerca de Cristo (vv. 3-4) es doble: la comunión y el gozo completo. La comunión con los Apóstoles, expresada con el término técnico koinonía, implica, en primer lugar, tener la misma fe de quienes convivieron con Jesucristo: 

Ellos vieron presente al Señor corporalmente —recuerda San Agustín— y oyeron las palabras de su boca y nos las anunciaron; nosotros también las oímos, pero no le hemos visto (…). Ellos le vieron, nosotros no le vimos y, sin embargo, estamos unidos a ellos, porque tenemos la misma fe.

El gozo completo es fruto de la unión con Dios (v. 4). La mayoría de los manuscritos dicen «nuestra alegría»: otros, entre ellos la Vulgata, aducen «vuestra». La variante no tiene importancia, porque el pronombre «nuestro» incluye a los Apóstoles y a los fieles, sobre todo teniendo en cuenta la «comunión» mutua antes mencionada.

### Dios es la luz. Versículos 5
5-Este es el mensaje que le hemos oído y que os anunciamos: Dios es luz y no hay en Él tinieblas de ninguna clase.

#### Comentarios al versículo 5
Con la imagen de la luz, se vislumbra lo que significa la revelación: Dios es la luz, Jesucristo la ha dado a conocer, y la revelación cristiana es el resplandor de esa luz. La afirmación «Dios es luz» va a servir a Juan el evangelista para encarecer a los cristianos un comportamiento recto. Así hace también Agustín de Hipona, cuando comenta que 

deben ser arrojadas de nosotros las tinieblas para que entre la luz, porque las tinieblas no se compaginan con la luz. ; 

### Caminar en la luz y rechazar el pecado. Versículos 6-10
6-Si decimos que estamos en comunión con Él y sin embargo caminamos en tinieblas, mentimos y no practicamos la verdad. 
7-En cambio, si caminamos en la luz, del mismo modo que Él está en la luz, entonces estamos en comunión unos con otros, y la sangre de su Hijo Jesús nos purifica de todo pecado. 
8-Si decimos que no tenemos pecado, nos engañamos a nosotros mismos, y la verdad no está en nosotros. 
9-Si confesamos nuestros pecados, fiel y justo es Él para perdonarnos los pecados y purificarnos de toda iniquidad. 
10-Si decimos que no hemos pecado, le hacemos mentiroso, y su palabra no está en nosotros.

#### Comentario a los versículos 6-10
La fórmula «si decimos…» introduce tres supuestos verosímiles y que, de hecho, debían de darse entre algunos herejes de los primeros tiempos, especialmente los gnósticos, que —jactándose de haber conseguido la sabiduría plena— se consideraban impecables. Para llevar una vida de unión con Dios, el cristiano debe reconocerse pecador y luchar contra el pecado. Así, Cristo, que es el abogado ante el Padre (2,1), le purifica de todo pecado con su sangre.

La acogida de la misericordia divina exige de cada uno de nosotros la confesión de sus faltas. La penitencia impuesta en el sacramento de la Reconciliación nos ayuda a configurarnos con Cristo que es el Único que expió nuestros pecados de una vez por todas. 

«Caminar en las tinieblas–caminar en la luz»: expresa gráficamente la conducta pecaminosa y la conducta recta. San Juan insiste en que no se puede justificar una vida de pecado invocando una presunta comunión con Dios: 

De ninguna manera basta la mera confesión de la fe, aclara San Beda, si falta la confirmación con las buenas obras.

Juan Pablo II señala la actualidad del v. 8: 

Engañados por la perdida del sentido del pecado, a veces tentados por alguna ilusión poco cristiana de impecabilidad, los hombres de hoy tienen necesidad de volver a escuchar, como dirigida personalmente a cada uno, la advertencia del apóstol Juan: “Si decimos que no tenemos pecado, nos engañamos a nosotros mismos, y la verdad no está en nosotros”, más aún, “el mundo entero yace en poder del Maligno” (1 Jn 5,19). Cada uno, por lo tanto, está invitado por la voz de la Verdad divina a leer con realismo en el interior de su conciencia y a confesar que ha sido engendrado en la iniquidad, como decimos en el Salmo Miserere. Salmo 51,7 

Agustín de Hipona explica así el v. 9: 

Si te confiesas pecador, en ti está la verdad: la verdad es luz. Aún tu vida no brilla en todo su fulgor, porque hay en ti pecados; pero ya comienzas a ser iluminado, puesto que confiesas tus iniquidades.

El apóstol San Juan —comenta Alfonso María de Ligorio— nos exhorta a evitar el pecado; pero, temiendo que decaigamos de ánimo, al recordar nuestras pasadas culpas, nos alienta a esperar el perdón, con tal que tengamos la firme resolución de no caer, diciéndonos que tenemos que habérnoslas con Cristo, que no murió sólo para perdonarnos, sino que además, después de muerto, se ha constituido abogado nuestro ante el Padre celestial.